# لويجي باستاللا
لويجي باستاللا (بالإيطالية: Luigi Pistilli)‏ هو ممثل إيطالي، ولد في 19 يوليو 1929 في إيطاليا، وتوفي في 21 أبريل 1996 بميلانو في إيطاليا بسبب شنق.

## أعمال

### أفلام
- (1966) الطيب والشرس والقبيح

## وصلات خارجية
- لويجي باستاللا على موقع IMDb (الإنجليزية)
- لويجي باستاللا على موقع ألو سيني (الفرنسية)
- لويجي باستاللا على موقع أول موفي (الإنجليزية)
- لويجي باستاللا على موقع قاعدة بيانات الأفلام السويدية (السويدية)
- لويجي باستاللا على موقع قاعدة بيانات الفيلم (الإنجليزية)
- لويجي باستاللا على موقع كينوبويسك (الروسية)